# Istituto Geografico Centrale
Das Istituto Geografico Centrale (IGC) ist ein italienischer Verlag mit Sitz in Turin. Er gibt hauptsächlich Wanderkarten und -führer heraus.

## Geschichte
Der Verlag wurde 1952 gegründet und publiziert seither topographische Karten und Alpinismusliteratur. Die Karten sind – neben den Standardkarten des Istituto Geografico Militare (I.G.M., italienisches Militärgeographisches Institut) – besonders für den italienischen Randalpenraum das einzig verfügbare kleinmaßstäbliche Kartenwerk, sie gelten in Bergsteigerkreisen als im Vergleich zum Niveau anderer Kartenhersteller für den Alpenraum wenig präzise.

## Publikationen

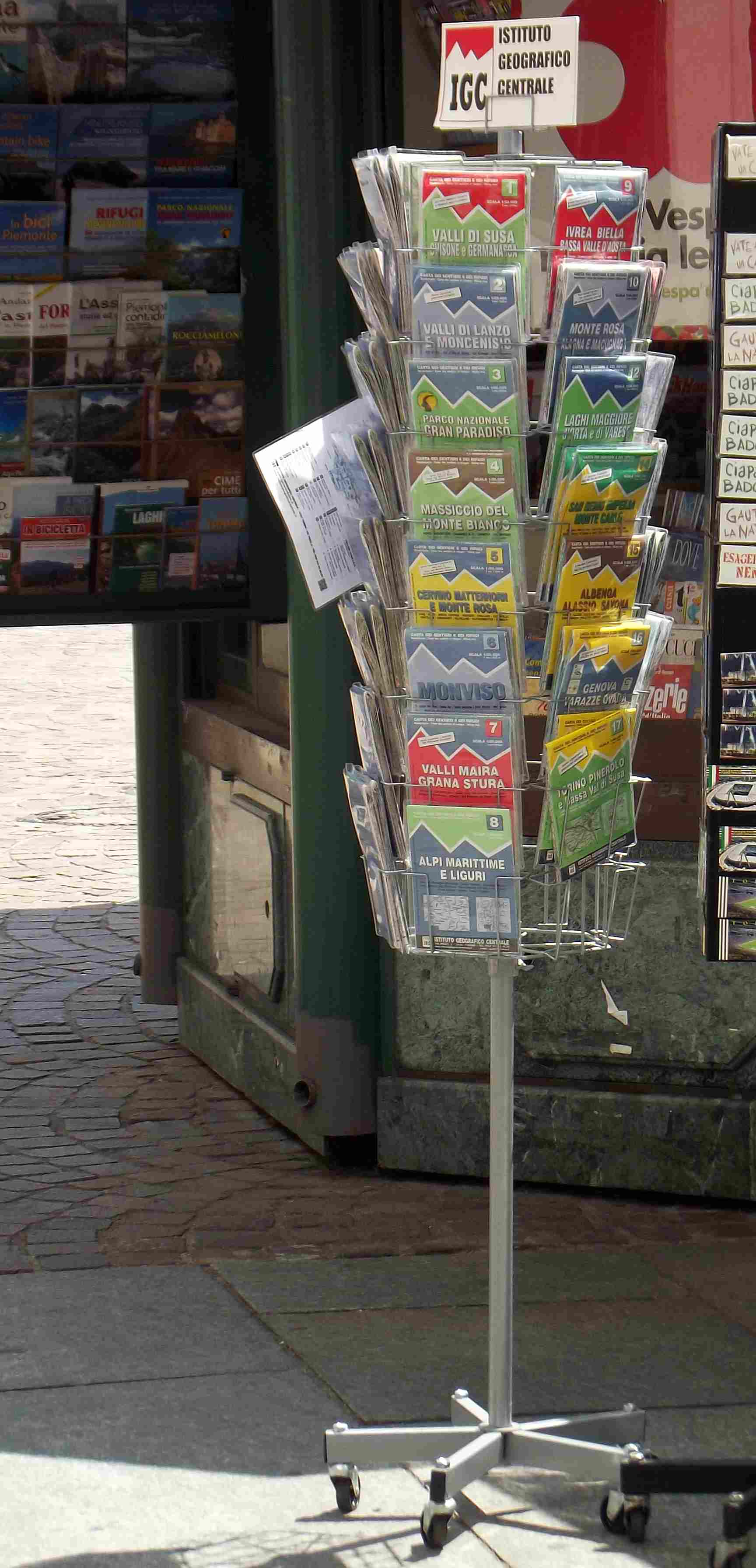
IGC-Karten in Turin (Piazza San Carlo)

Die IGC-Karten und -Führer erfassen den italienischen westlichen Alpenraum (Regionen Piemont, Aostatal und Ligurien) und werden in Zusammenarbeit mit dem Club Alpino Italiano (C.A.I.) erstellt.
Die Kartenserie ist im Maßstab 1:25.000 und 1:50.000 aufgelegt. Im Maßstab 1:25.000 sind bisher 12 Blattschnitte aufgelegt (Hauptkamm an der italienisch-französischen Grenze weitgehend vollständig), in 1:50.000 23 Blätter (Alpenraum flächendeckend, Comer–Luganersee, Nr. 13 in Vorbereitung, Ebene von Cuneo, Nr. 24 1:75:000). Sie enthalten auch Wanderwege, Loipen und Radrouten. Die 25.000er-Serie ist mit UTM-Kilometerraster (durchwegs noch ED-50, nur die neusten Auflagen WGS 84) ausgezeichnet.
Die Führer sind in italienischer Sprache gehalten und beschreiben teils Gebirgsgruppen, teils Naturschutzgebiete.